# Есипова Рудня (Калинковичский район)
Есипова Рудня (бел. Есіпава Рудня) — деревня в Малоавтюковском сельсовете Калинковичского района Гомельской области Беларуси.

## География

### Расположение
В 11 км на северо-восток от Калинкович, 3 км от железнодорожной станции Голевицы (на линии Гомель — Лунинец), 113 км от Гомеля.

### Гидрография
На реке Закованка (приток реки Ненач); на юге и севере мелиоративные каналы.

## Транспортная сеть
Транспортные связи по просёлочной, затем автомобильной дороге Гомель — Лунинец. Планировка состоит из прямолинейной улицы, ориентированной меридионально и застроенной деревянными домами усадебного типа.

## История
Основана в XIX веке переселенцами из соседних деревень. В 1923 году жители на свои средства построили здание школы, и на следующий год в ней начались занятия. В 1930 году организован колхоз. Во время Великой Отечественной войны 96 жителей погибли на фронте. в мае-июне 1944 года в деревне размещались жители деревни Буда, которая находилась в прифронтовой зоне. Согласно переписи 1959 года располагались подсобное хозяйство „Полесье“ треста „Калинковичиводстрой“, начальная школа.

## Население

### Численность
- 2004 год — 65 хозяйств, 131 житель.

### Динамика
- 1908 год — 52 двора, 415 жителей.
- 1959 год — 337 жителей (согласно переписи).
- 2004 год — 65 хозяйств, 131 житель.